# Список глав государств в 96 году
| 95 ← Список глав государств по годам → 97 |

## Африка
- Мероитское царство — Терикенивал, царь  (85 — 103)

## Азия
- Анурадхапура — Васабха, царь (66 — 110)
- Армения Великая — Санатрук I, царь (88 — 110)
- Иберия — Митридат I, царь (58— 106)
- Китай (династия Восточная Хань) — Хэ-ди (Лю Чжао), император (88 — 106)
- Корея (Период Трех государств):
  - Когурё — Тхэджохо, тхэван (53 — 146)
  - Пэкче — Киру, тхэван (77 — 128)
  - Силла — Пхаса, исагым (80 — 112)
- Кушанское царство — Вима Кадфиз, царь (ок. 95 — ок. 127)
- Набатейское царство — Раббэль II Сотер, царь (70 — 106)
- Осроена — Санатрук I, царь (91 — 109)
- Парфия — Пакор II, шах (78 — 105)
- Сатавахана — Шивасвати Сватикарни,  махараджа (84 — 112)
- Харакена — Пакор II, царь (80/81 — 101/102)
- Хунну —  Шицзы, шаньюй (94 — 98)
- Элимаида — Ород III,  царь (ок. 90 — ок. 100)
- Япония — Кэйко, тэнно (император) (71 — 130)

## Европа
- Боспорское царство — Савромат I, царь (93 — 123)
- Дакия — Децебал, вождь (87 — 106)
- Ирландия — Туатал Техтмар, верховный король (76 — 106)
- Римская империя:
  - Домициан, римский император (81 — 96)
  - Нерва, римский император (96 — 98)
  - Гай Манлий Валент, консул (96)
  - Гай Анцистий Вет, консул (96)

## Галерея

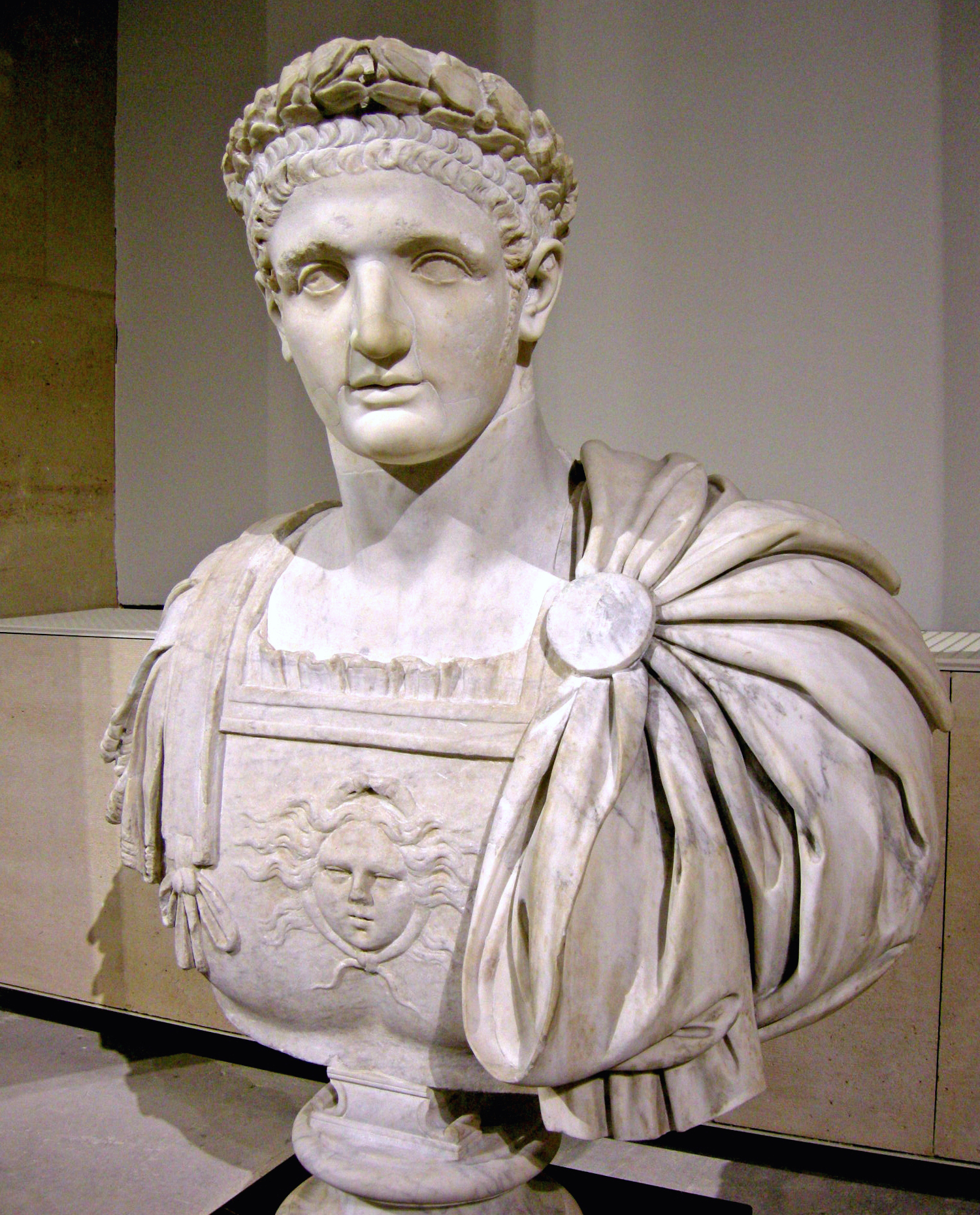
Домициан 81—96 Император Римской империи
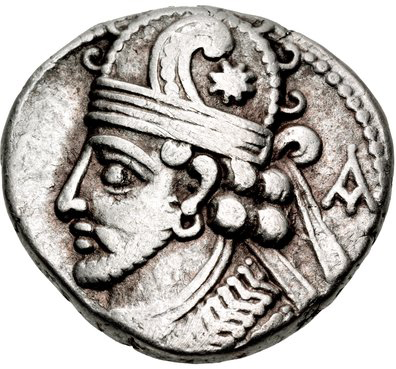
Пакор II 78—105 Шах Парфии
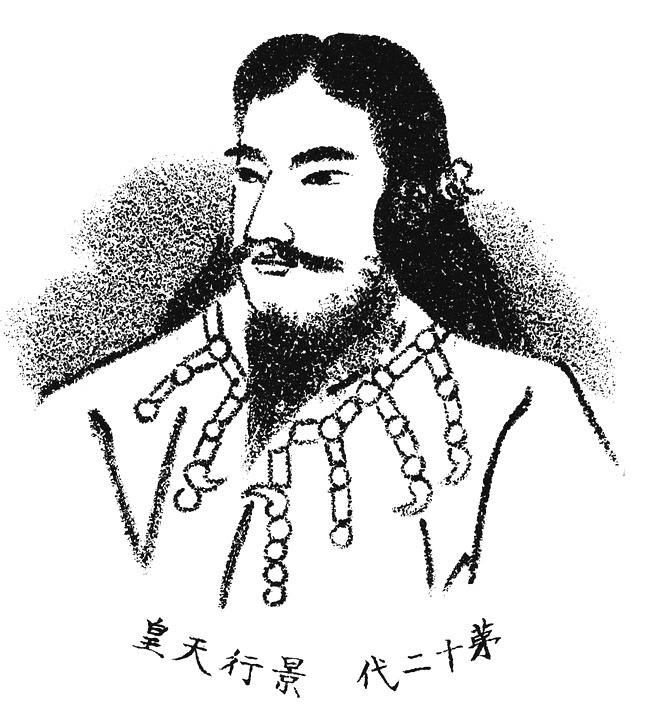
Кэйко 71—130 Император Японии
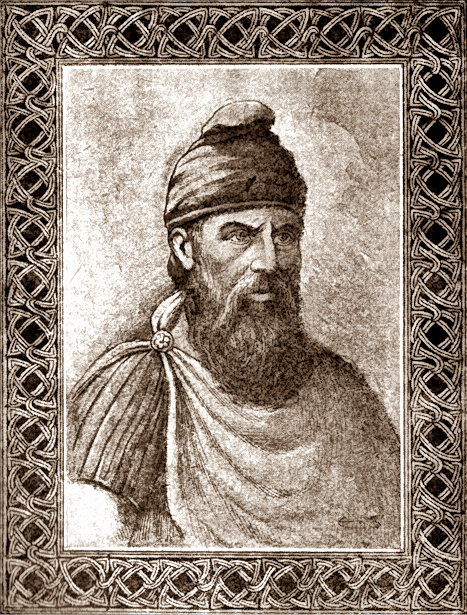
Децебал 87—106 Вождь даков